# Silje Nordnes
Silje Therese Reiten Nordnes, född 28 november 1984 i Trondheim i Norge, uppvuxen i Hamarøy, är en norsk journalist och radio- och TV-profil.
Hon var tidigare programledare för radioprogrammet P3morgen där hon gjorde sitt sista program den 20 december 2019.
I juni 2020 var hon programledare för TV-programmet Sommerbilen minutt for minutt i NRK.
Sedan 2020 är hon programledare för det livesända musikprogrammet Maskorama (Masked Singer) i NRK som är en stor tittarsuccé.

## Bakgrund
Nordnes har en kandidatexamen i latinamerikanska studier vid UiO och har sedan studerat journalistik vid Högskolan i Volda.
Innan hon började arbeta inom radio var hon bland annat guide på Hamsuncentret och butiksbiträde på Spar i Hamarøy.
Silje Nordnes har som programledare i P3morgen vunnit flera priser på Prix Radio, bland annat i kategorin «Årets programleder/programlederteam» både 2014 och 2015.
Efter terrordådet i Orlando 2016 pratade hon öppet och känslosamt i direktsänd radio, vilket gav henne mycket uppmärksamhet på sociala medier. Klippet lades upp på facebook och visades över 80 000 gånger under den första timmen. Flera rikstäckande medier uppmärksammade även inslaget och det blev nominerat till årets radioögonblick 15 september 2017.